# Dario Cologna
Dario Cologna (* 11. března 1986, Santa Maria Val Müstair) je bývalý švýcarský běžec na lyžích, prosazoval se ve všech disciplínách – od sprintu po dálkové běhy, měl čistou a elegantní techniku lyžování. Závodil za klub SC Val Müstair. Je čtyřnásobný olympijský vítěz – na ZOH ve Vancouveru 2010 a Pchjongčchangu 2018 triumfoval na 15 km volně, v Soči 2014 k tomu přidal olympijská zlata na 15 km klasicky a ve skiatlonu. Ve skiatlonu je také mistrem světa z roku 2013. Je celkový vítěz Světového poháru z let 2009, 2011, 2012 a 2015. Čtyřikrát vyhrál Tour de Ski, naposledy v roce 2018. Je tak nejúspěšnějším švýcarským běžcem na lyžích v historii.

## Největší úspěchy

### Juniorská léta
- 3. místo na juniorském Mistrovství světa 2006 v Kranji (v běhu na 10 km)
- trojnásobný mistr světa v kategorii do 23 let z let 2007 a 2008

### Výsledky na OH
| Rok  | Věk | 15 km | 30 km skiatlon | 50 km hromadný start | sprint | 4 × 10 km štafeta muži | sprint dvojic |
| ---- | --- | ----- | -------------- | -------------------- | ------ | ---------------------- | ------------- |
| 2010 | 23  | 1.    | 13.            | 10.                  | —      | 10.                    | 11.           |
| 2014 | 27  | 1.    | 1.             | 25.                  | 26.    | —.                     | 5.            |
| 2018 | 31  | 1.    | 6.             | 9.                   | —      | 11.                    | 11.           |
| 2022 | 35  | 44.   | —              | 14.                  | —      | 7.                     | —             |

### Výsledky ve Světovém poháru
| Sezóna  | Věk | Sezónní výsledky | Sezónní výsledky | Sezónní výsledky | Sezónní výsledky | Výsledky na Ski Tour | Výsledky na Ski Tour | Výsledky na Ski Tour | Výsledky na Ski Tour |
| Sezóna  | Věk | Celkově          | Distance         | Sprinty          | Nordic Opening   | Tour de Ski          | WC Final             | Ski Tour Kanada      |                      |
| ------- | --- | ---------------- | ---------------- | ---------------- | ---------------- | -------------------- | -------------------- | -------------------- | -------------------- |
| 2006/07 | 21  | 145.             | 94.              | —                | —                | —                    | —                    | —                    |                      |
| 2007/08 | 22  | 37.              | 35.              | 37.              | —                | 30.                  | 40.                  | —                    |                      |
| 2008/09 | 23  | 1.               | 2.               | 9.               | —                | 1.                   | 1.                   | —                    |                      |
| 2009/10 | 24  | 4.               | 4.               | 13.              | —                | 3.                   | 8.                   | —                    |                      |
| 2010/11 | 25  | 1.               | 1.               | 12.              | 2.               | 1.                   | 3.                   | —                    |                      |
| 2011/12 | 26  | 1.               | 1.               | 6.               | 2.               | 1.                   | 1.                   | —                    |                      |
| 2012/13 | 27  | 3.               | 2.               | 9.               | 4.               | 2.                   | 5.                   | —                    |                      |
| 2013/14 | 28  | 67.              | 41.              | —                | —                | —                    | —                    | —                    |                      |
| 2014/15 | 29  | 1.               | 1.               | 46.              | 8.               | 4.                   | —                    | —                    |                      |
| 2015/16 | 30  | 23.              | 20.              | 42.              | 13.              | DNF                  | —                    | —                    |                      |
| 2016/17 | 31  | 7.               | 9.               | 54.              | 26.              | 3.                   | 5.                   | —                    |                      |
| 2017/18 | 32  | 2.               | 1.               | 38.              | 17.              | 1.                   | 3.                   | —                    |                      |
| 2018/19 | 33  | 23.              | 19.              | 69.              | 10.              | DNF                  | 12.                  | —                    |                      |
| 2019/20 | 34  | 10.              | 9.               | 89.              | DNF              | 7.                   | —                    | —                    |                      |
| 2020/21 | 35  | 11.              | 9.               | 46.              | 30.              | 8.                   | —                    | —                    |                      |
| 2021/22 | 36  | 58.              | 32.              | –                | —                | DNF                  | —                    | —                    |                      |

### Výsledky na MS
| Rok  | Věk | 15 km | 30 km skiatlon | 50 km hromadný start | sprint | 4 × 10 km štafeta | sprint dvojic |
| ---- | --- | ----- | -------------- | -------------------- | ------ | ----------------- | ------------- |
| 2009 | 22  | 6.    | 41.            | —                    | 4.     | 7.                | —             |
| 2011 | 24  | 25.   | 24.            | 20.                  | 9.     | 9.                | —             |
| 2013 | 26  | 8.    | 1.             | 2.                   | —      | 6.                | —             |
| 2015 | 28  | 18.   | 2.             | 6.                   | —      | 5.                | —             |
| 2017 | 30  | —     | —              | 7.                   | —      | 4.                | —             |
| 2019 | 32  | 6.    | 14.            | 7.                   | —      | 8.                | —             |
| 2021 | 34  | 13.   | 10.            | 9.                   | —      | 5.                | —             |

### Světový pohár
- čtyřnásobný vítěz celkového pořadí (2008/09, 2010/11, 2011/12, 2014/15), čímž se řadí na třetí místo v historii za Bjørna Dæhlieho a Gundeho Svana[4]
- čtyřnásobný vítěz Tour de Ski (2008/09, 2010/11, 2011/12, 2017/18)
- dvojnásobný vítěz Finále SP (2009, 2012)
- vítěz sedmi individuálních závodů